# Enfärgad dvärgekorre
Enfärgad dvärgekorre (Exilisciurus exilis) är en däggdjursart som först beskrevs av Müller 1838. Den ingår i släktet Exilisciurus och familjen ekorrar. IUCN kategoriserar arten globalt som otillräckligt studerad. Inga underarter finns listade.

## Beskrivning
Pälsen på ovansidan är enfärgat olivbrun, på undersidan grågul med en dragning åt skär. Arten är en av världens minsta ekorrar med en kroppslängd på 6 till 8 cm, ej inräknat den 4 till 6 cm långa svansen. Vikten varierar mellan 12 och 16 g. Lätet är ett högtoningt, kväkande, enstavigt skrik.

## Utbredning
Denna ekorre har länge betraktats som endemisk för Borneo inklusive Banggi-ön, men nyare data indikerar att den även kan finnas på Sumatra.

## Ekologi
Arten är vanlig i låglänta skogar och kuperade områden upp till 1 000 m, i vissa områden ända upp till 1 700 m. Arten är aktiv under morgon och sen eftermiddag; den vistas då främst i mindre och medelstora träd, gärna klättrande på stammarna. Födan utgörs av bland annat bark och mindre insekter som myror.